# Zdzisław Latajka
Zdzisław Latajka (ur. 22 października 1948 w Ostrowie Wielkopolskim) – polski chemik, profesor nauk chemicznych, w latach 2002–2005 rektor Uniwersytetu Wrocławskiego.

## Życiorys
Absolwent Wydziału Matematyki, Chemii i Fizyki Uniwersytetu Wrocławskiego. Doktoryzował się w 1978. W 1999 otrzymał tytuł profesora nauk chemicznych.
W latach 1992–1995 sekretarz Wrocławskiego Oddziału Polskiego Towarzystwa Chemicznego. W latach 1997–1999 członek Uniwersyteckiej Komisji Akredytacyjnej. W latach 1995–1999 prorektor, a w latach 2002–2005 rektor Uniwersytetu Wrocławskiego.
Od 1996 do 2019 kierownik Zespołu Teoretycznego Modelowania Procesów Chemicznych na Wydziale Chemii Uniwersytetu Wrocławskiego.
Od 1999 Przewodniczący Senackiej Komisji Organizacji i Rozwoju oraz członek Rady Głównej Szkolnictwa Wyższego.
Autor przeszło 180 publikacji i monografii o zasięgu międzynarodowym z dziedziny chemii (głównie chemii kwantowej).
Do 2015 był promotorem jedenastu prac doktorskich.
Członek kolegium redakcyjnego Wiadomości Chemicznych, od 2012 do 2019 r. redaktor naczelny tego czasopisma.

## Nagrody
Wyróżniany nagrodą Ministra Edukacji Narodowej i Sportu: w 1993 za pracę habilitacyjną, w 2000 za badania naukowe oraz w 2001 za pracę w Radzie Głównej Szkolnictwa Wyższego.

## Odznaczenia
- 2000: Złoty Krzyż Zasługi
- 2001: Medal Komisji Edukacji Narodowej
- 2009: Krzyż Oficerski Orderu Odrodzenia Polski
- Krzyż Zasługi I Klasy Orderu Zasługi Republiki Federalnej Niemiec